# Bergman (Arkansas)
Pour les articles homonymes, voir Bergman.
Bergman est une municipalité du comté de Boone, dans l'État de l'Arkansas aux États-Unis.

## Démographie
| 1970 | 1980 | 1990 | 2000 | 2010 | - |
| ---- | ---- | ---- | ---- | ---- | - |
| 249  | 320  | 324  | 407  | 439  | - |